# Городище (село, городской округ Луховицы)
Городи́ще — село (ранее - деревня) в Луховицком муниципальном районе Московской области. Входит в состав сельского поселения Газопроводское. Ранее относилась к Григорьевскому сельскому округу.
Деревня расположена вблизи деревни Тюнино у реки Пилис, другим близлежащим населённым пунктом, находящимся к западу, является деревня Клин-Бельдин Гололобовского сельского поселения Зарайского муниципального района.
Через деревню проходит автомобильная дорога Зарайск — Клин-Бельдин — Алпатьево, причём здесь — на участке «Городище — Тюнино» имеется мостовой переход через реку Пилис.
Через деревню проходит и автобус Зарайск — Рязань, который связывает Тюнино с Рязанью и Рязанской областью.

## Расположение
- Расстояние от административного центра поселения — посёлка Газопроводск
  - 9,5 км на юг от центра посёлка
  - 13 км по дороге от границы посёлка
- Расстояние от административного центра района — города Луховицы
  - 27 км на юго-восток от центра города
  - 27 км по дороге от границы города (по Новорязанскому шоссе и далее направо через Григорьевское)